# Státní znak Bahrajnu
Státní znak Bahrajnu (arabsky شعار البحرين‎‎) byl navržen roku 1932 britským poradcem Bahrajnského emíra. Státní znak kopíruje podobu státní vlajky – na červeném štítu je pět bílých zubů, představujících pět pilířů islámu. Původní verze znaku obsahovala pouze tři červené zuby.